# Idol Densetsu Eriko
Idol Densetsu Eriko (japanisch アイドル伝説えり子) ist eine Anime-Fernsehserie aus den Jahren 1989 und 1990. Sie wurde von Ashi Productions nach einer Idee von Takao Koyama umgesetzt und noch während der Ausstrahlung von Ayumi Kawahara als Manga adaptiert. Der Anime ist auch unter dem englischen Titel Legendary Idol Eriko bekannt und erzählt von einem jungen Mädchen, das Idol werden will.

## Inhalt
Als einzige Tochter von Yūsuke Tamura (田村 雄介), des Vorsitzenden der Musikproduktionsfirma Tamura Productions, und der Sängerin Minako Tamura (田村 美奈子) ist Eriko Tamura (田村 えり子) schon seit frühester Kindheit in die Welt der Musik eingetaucht. Sie hat selbst großes Talent und liebt die Musik. Doch als sie 14 Jahre alt ist, geraten ihre Eltern in einen Autounfall, ihr Vater stirbt und ihre Mutter fällt ins Koma. Eriko wird von Kazuki Uchida, einem Freund ihres Vaters, aufgenommen. Nun will sie gegen alle Widerstände eine berühmte Sängerin und Idol werden. Ihr größtes Hindernis ist ihr Onkel, der ihre Karriere verhindern und den gesamten Nachlass seines Bruders an sich reißen will. Aber auch ihre Rivalin, die ein Jahr ältere Rei Asagiri, macht es ihr nicht leicht. Sie ist schon länger bei Tamura unter Vertrag und hat Eriko noch zu Lebzeiten ihres Vaters dessen Gunst streitig gemacht. Unterstützung erhält sie von den Freunden ihres Vaters und ihren Schulfreundinnen.

## Produktion und Veröffentlichung
Die Serie wurde von Takao Koyama entwickelt und im Auftrag von TV Setouchi und Big West Advertising, vertreten von Masahiko Miyoshi und Tomoyuki Taguchi als Produzenten, bei Ashi Productions umgesetzt. Die Protagonistin ist dem realen Idol Eriko Tamura nachempfunden, die in der Serie auch für die Rolle singt. Regie führte Tetsuro Amino. Die Charakterdesigns entwarf Noriyasu Yamauchi und die künstlerische Leitung lag bei Mitsuharu Miyamae und Osamu Honda. Für den Ton war Hideyuki Tanaka verantwortlich und die Kameraführung lag bei Takeshi Fukuda.
Die 51 Folgen mit je 25 Minuten Laufzeit wurden vom 3. April 1989 bis zum 26. März 1990 bei TV Tokyo gezeigt. Auf dem gleichen Sendeplatz folge die Serie Idol Tenshi Yōkoso Yōko, die ebenfalls auf einem realen Idol basiert. Es folgten Fernseh-Ausstrahlungen in Italien, Frankreich, Spanien und im arabischen Raum.
Noch 1989 erschien ein 30 Minuten langes Anime-Musikvideo zur Serie mit zehn Liedern, die bereits in den Folgen gespielt wurden, auf Video.

### Synchronisation
| Rolle         | Japanische Stimme (Seiyū) |
| ------------- | ------------------------- |
| Eriko Tamura  | Akiko Yajima              |
| Yūsuke Tamura | Takaya Hashi              |
| Minako Tamura | Kumiko Takizawa           |
| Rei Asagiri   | Naoko Matsui              |
| Shogo Ogi     | Yasunori Matsumoto        |

### Musik
Die Musik der Serie komponierte Toshiyuki Watanabe. Das Vorspannlied ist Namida no Hanbun von Eriko Tamura und der Abspann ist unterlegt mit dem Lied Unchained Heart von Maiko Hashimoto. Für den Abspann der letzten Folge wurde May be Dream von Eriko Tamura verwendet.

## Manga
Eine von Ayumi Kawahara umgesetzte Adaption der Serie als Manga erschien ab August 1989 im Magazin Asuka beim Verlag Kadokawa Shoten. Dieser brachte die Kapitel auch gesammelt in drei Bänden heraus. 1990 wurde die Serie abgeschlossen.

## Rezeption
Die Anime Encyclopedia weist darauf hin, dass die Protagonistin der später sehr erfolgreichen Sailor Moon sehr ähnlich sieht. Das Konzept der Serie um den Konkurrenzkampf zwischen den Idols folgt dem von Sport-Animes. Sie ist thematisch vergleichbar mit dem zehn Jahre später herausgekommenen Film Perfect Blue, indem sie auch die Schattenseiten der Welt der Stars zeigt, ist dabei aber deutlich leichtherziger.